# The Soup Dragons
The Soup Dragons foi uma banda de rock alternativo escocêsa do final dos anos 1980 e início dos anos 1990. O grupo recebeu o nome de um personagem do programa infantil de televisão dos anos 1970, Clangers, e é mais conhecido por seu cover da canção "I'm Free" dos Rolling Stones, que foi um dos cinco maiores sucessos do Reino Unido em 1990, e "Divine Thing", um hit Top 40 nos Estados Unidos em 1992.

## História
O Soup Dragons foi formado em Bellshill, uma cidade perto de Motherwell, em 1985. A formação foi Sean Dickson (vocal, guitarra), Jim McCulloch (guitarra, segunda voz), que substituiu Ian Whitehall, e Sushil K. Dade (baixo). O baterista original, Ross A. Sinclair, deixou o grupo após o primeiro álbum apropriado, This Is Our Art, para seguir carreira na arte, e foi substituído por Paul Quinn. A maioria de suas canções foi escrita por Sean Dickson.
A banda gravou sua primeira fita demo, You Have Some Too, depois de fazer alguns shows locais, e isso foi seguido por um single em disco flexi "If You Were the Only Girl in the World".
A banda assinou com a The Subway Organization no início de 1986 e seu primeiro single de verdade (The Sun in the Sky EP) foi inspirado no pop punk dos Buzzcocks. O grande avanço da banda veio com seu segundo single para o Subway, "Whole Wide World", que alcançou o No. 2 no UK Independent Chart em 1986. Dickson e McCulloch também trabalharam como clandestino em BMX Bandits nessa época. A banda assinou com o ex-Wham! selo do co-manager Jazz Summers, Raw TV, com sucessos indie adicionais (e sucessos menores no UK Singles Chart) durante 1987 e 1988. Ao longo de seis singles (os três primeiros coletados em 1986 apenas nos EUA compilação, Hang Ten), eles desenvolveram gradualmente um som de guitarra rock mais complexo, que culminou em seu primeiro álbum, This Is Our Art, agora assinado com a gravadora Sire Records. Depois de um single do álbum "Kingdom Chairs", eles retornaram ao selo original Raw TV e Big Life Records.
No ano seguinte a This Is Our Art, o som deles passou por uma mudança de um som indie rock para um crossover rock-dance. Isso se deveu principalmente ao fato de não ter um baterista e comprar um sampler e uma bateria eletrônica e experimentar o som com o lançamento do álbum Lovegod. Essa mudança pode ser atribuída à ascensão da cena rave de acid house abastecida com ecstasy no Reino Unido. Em 1990, eles lançaram seu hit single de maior sucesso no Reino Unido, "I'm Free", um cover de uma canção dos Rolling Stones com um overdub adicional de Junior Reid, uma cantor de reggae, e alcançou o número cinco. O single também apareceu na trilha sonora da comédia de ficção científica britânica The Worlds End.
Os álbuns subsequentes continuaram em seu próprio estilo e em 1992 eles desfrutaram de seu maior sucesso nos Estados Unidos com "Divine Thing", que alcançou a posição 26 na Billboard Hot 100. Ele também atingiu o número três na parada de rock moderno e seu vídeo foi nomeado pela MTV como um dos melhores do ano, embora batido por "Smells Like Teen Spirit" do Nirvana.
Os Soup Dragons se separaram em 1995. Paul Quinn se juntou ao Teenage Fanclub. Sushil K. Dade formou o grupo experimental de pós-rock Future Pilot AKA e agora é produtor da BBC Radio 3. Sean Dickson formou o The High Fidelity, assumiu-se como gay, teve um colapso, então conheceu seu marido e estabeleceu uma carreira de sucesso como DJing como HiFi Sean. Jim McCulloch juntou-se ao Superstar, escreveu e gravou música com Isobel Campbell e formou o grupo folk Snowgoose. Ross A. Sinclair teve uma carreira de sucesso na arte, ganhando vários prêmios internacionais e se tornando um Pesquisador na Escola de Arte de Glasgow. Ele ainda faz música.
A história de The Soup Dragons é traçada como parte do documentário de 2017, Teenage Superstars.

## Discografia

### Álbuns
- Hang Ten! (1986)
- This Is Our Art (1988)
- Lovegod (1990)
- Hotwired (1992)
- Hydrophonic (1994)

### Compilações
- Hang Ten! (1987), Sire - compila as faixas de "Hang-Ten!" , "Whole Wide World" e "Head Gone Astray" singles
- 20 Golden Greats (compilação, 2012)